# Ancyloscelis sejunctus
Ancyloscelis sejunctus är en biart som beskrevs av Cockerell 1933. Ancyloscelis sejunctus ingår i släktet Ancyloscelis och familjen långtungebin. Inga underarter finns listade i Catalogue of Life.